# 3 km (przystanek kolejowy w obwodzie smoleńskim)
3 km (ros. 3 км) – przystanek kolejowy w miejscowości Wiaźma, w rejonie wiaziemskim, w obwodzie smoleńskim, w Rosji.